# Chernobyl Heart
Chernobyl Heart é um filme-documentário em curta-metragem estadunidense de 2003 dirigido e escrito por Maryann DeLeo. Venceu o Oscar de melhor documentário de curta-metragem na edição de 2004.